# Cosimo Pinto
Cosimo Pinto (Novara, 14 marzo 1943) è un ex pugile italiano, che ha combattuto nelle categorie dei pesi medi e mediomassimi. Campione olimpico dei mediomassimi alle Olimpiadi di Tokyo 1964.

## Biografia
Cosimo Pinto è nato e cresciuto a Novara, dove inizia a boxare tra le file della squadra locale Novara Boxe. Entra a far parte delle Forze armate italiane che ne promuovono la carriera. Nel 1961 è campione piemontese novizi dei pesi medi ed è terzo ai campionati italiani.
Passa ai mediomassimi nel 1963 ed è sconfitto da Giulio Saraudi, bronzo alle Olimpiadi di Roma del 1960, ai campionati italiani dilettanti. Rappresenta l'Italia all'edizione di Napoli dei Giochi del Mediterraneo, dove batte in finale il francese Cosimo Bruno. Nello stesso anno vince anche il Torneo Preolimpico di Tokyo battendo per KO al 3º round il giapponese Tadeyuki Maruyama.
Nel maggio del 1964 vince i Campionati mondiali militari di Tunisi, nella categoria dei medi. Batte in finale il tedesco federale Starter Schneider, per abbandono al 1º round.
In vista delle Olimpiadi di Tokyo vengono organizzati due tornei preolimpici a Genova e a Rimini. Pinto combatte nei mediomassimi e si afferma sia sul più esperto Saraudi che su Macchia e Mancini. Nella selezione decisiva, a Orvieto, è invece Saraudi a prevalere. Il civitavecchiese è però scoperto a fumare, dopo il match, dal trainer Natalino Rea che lo esclude dai giochi, spianando la strada a Cosimo Pinto.
Pochi mesi più tardi, ai Giochi Olimpici, Pinto conquista la medaglia d'oro, nella categoria dei mediomassimi, succedendo a Cassius Clay vincitore alle Olimpiadi di Roma 1960. Lungo la strada che lo conduce al titolo olimpico, Pinto batte Rudi Lubbers (Paesi Bassi), ai punti 5:0; Jürgen Schlegel (RDT), ai punti 4:1; in semifinale, Alexander Nikolov (Bulgaria), KOT al 3º round; in finale, Aleksej Kiselëv (Unione Sovietica), ai punti 3:2.
Dopo la vittoria olimpica, Pinto non passa professionista e riduce anche la propria attività agonistica, tra i dilettanti.
Vince però il titolo italiano dei mediomassimi nel 1965 e, dopo due anni di stop, anche nel 1967. Si ripresenta ad un torneo internazionale solo nel 1967, ai Campionati europei di Roma, dove batte Georgi Stankov (Bulgaria), per squalifica al 3º round, e Kurt Baumgarten (Svizzera), ai punti. Giunto in semifinale, Pinto è sconfitto da Peter Gerber (BRD), per KOT al 3º round.
A dispetto dei pronostici che lo volevano campione di livello internazionale anche tra i professionisti, Pinto preferisce concludere la propria carriera tra i dilettanti, interrompendola all'età di 25 anni, diventando in seguito un apprezzato funzionario di banca.

## Matrimonio
Nell’Agosto del ‘70 si sposa con Silvana Pellegrini. Pochi anni dopo nasce il loro primo e unico figlio, Mauro, da cui poi avranno due nipoti: Francesca e Fabio Pinto.

## La carriera
- Dilettanti:
  - Medaglia d'oro ai Giochi del Mediterraneo di Napoli 1963
  - Medaglia d'oro al Torneo Preolimpico di Tokyo (1963)
  - Medaglia d'oro ai Campionati Mondiali Militari di Tunisi (1964)
  - Medaglia d'oro alle Olimpiadi di Tokyo 1964
  - Campione italiano (1965 - 1967)
  - Terzo ai Campionati Europei di Roma 1967

## Onorificenze
- Amova International Award nel 2010[7]